# Renata Przemyk

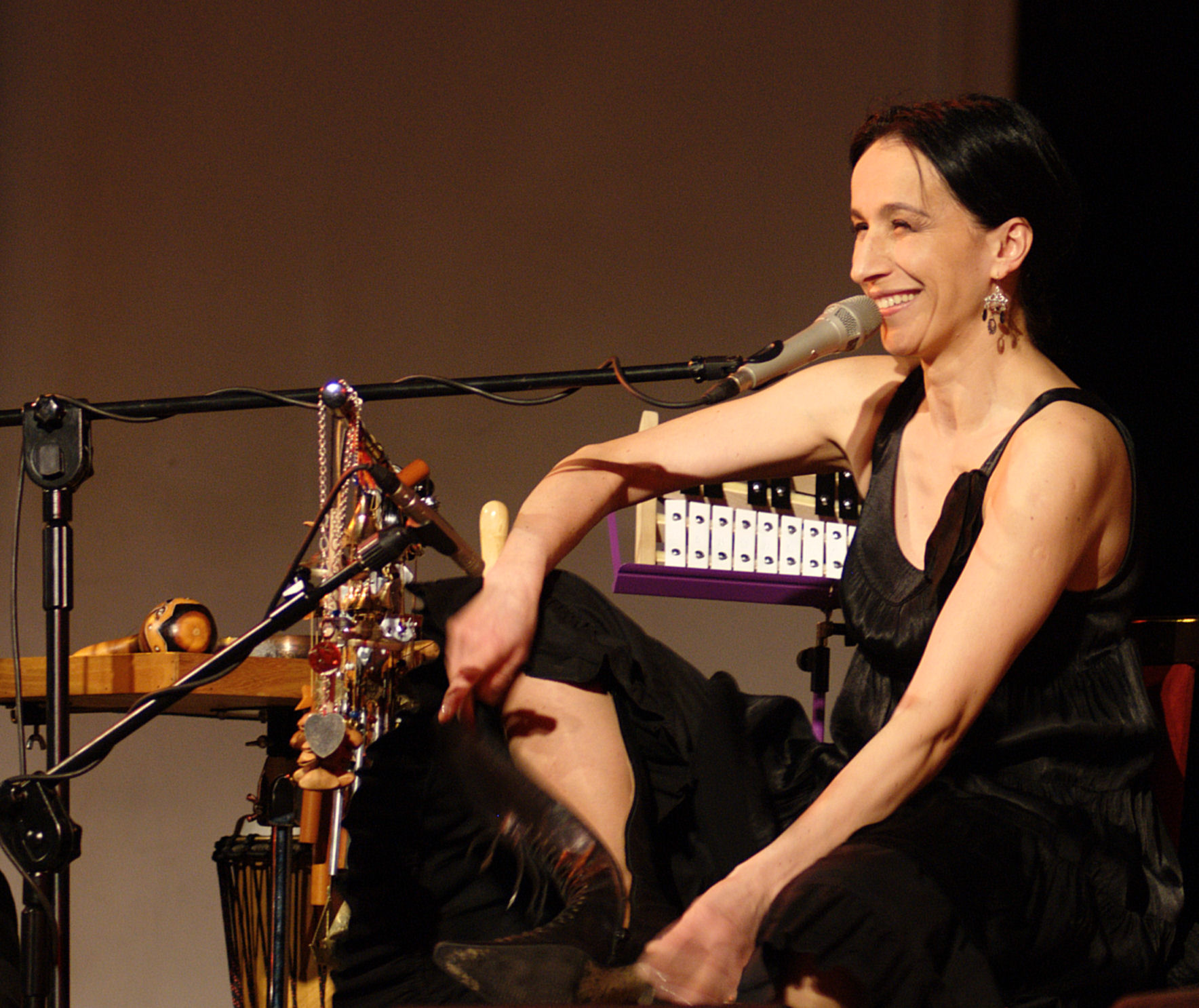
Renata Przemyk (2010)

Renata Janina Przemyk (* 10. Februar 1966 in Bielsko-Biała) ist eine polnische Liedermacherin und Sängerin.

## Leben und Wirken
Renata Przemyk begann ihre Karriere, wie viele polnische Liedermacher, auf dem Studentenliedfestival in Krakau 1989. Hier gewann sie einige Preise und wurde daraufhin auch auf andere polnische Festivals eingeladen, so z. B. zu den wichtigsten in Opole und Sopot.
Sie nahm bisher zehn Alben auf, wobei eine CD aus der von ihr komponierten Theatermusik zu dem Stück Balladyna von Juliusz Słowacki besteht. 2003 entstand eine Best-of-CD als Zusammenfassung ihrer erfolgreichsten Stücke. Die meisten ihrer Lieder sind Texte ihrer Managerin Anna Saraniecka. Im Ausland trat sie bisher in Frankreich, Deutschland und den USA auf.

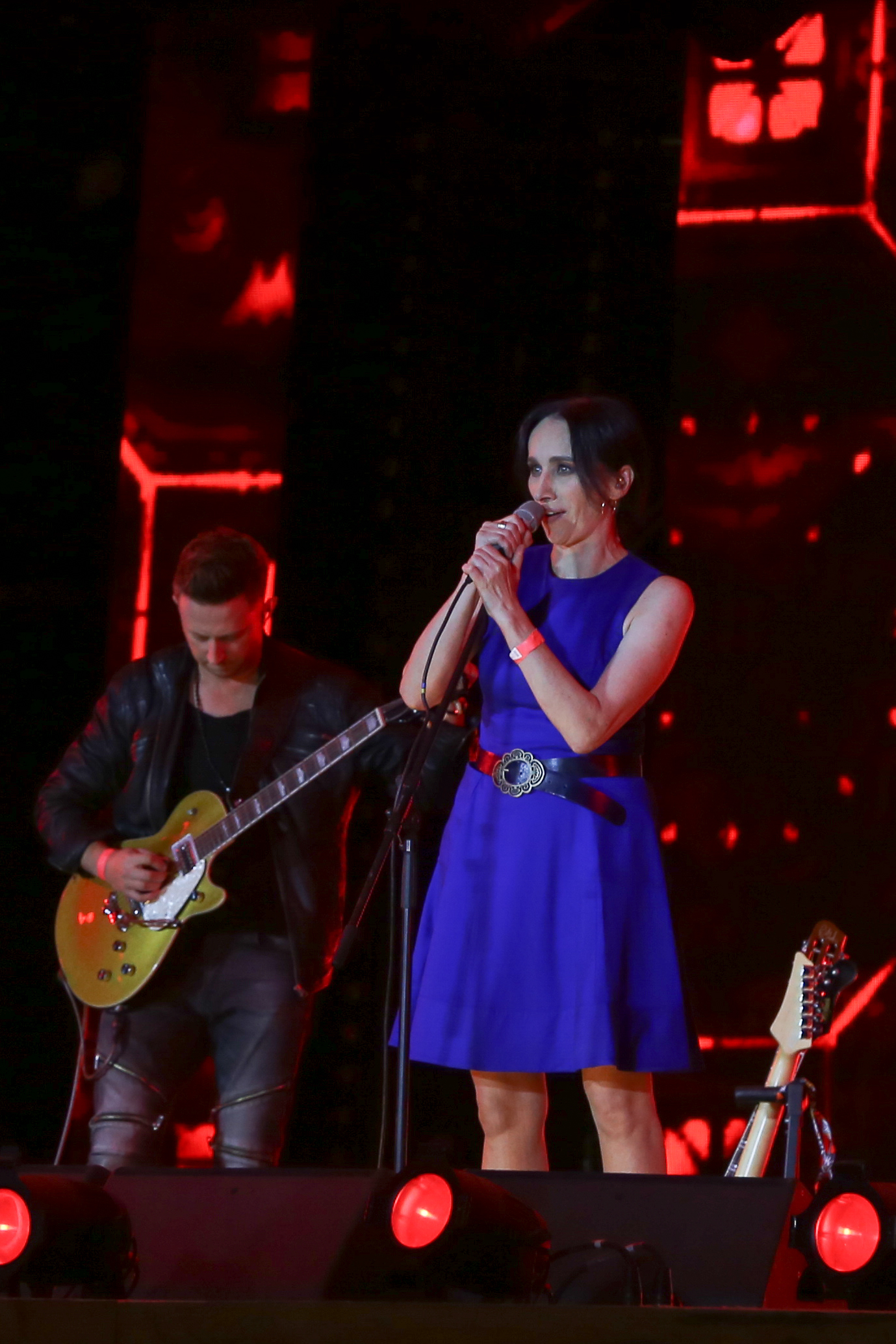
Renata Przemyk auf dem Pol’and’Rock Festival (2021)

## Alben
- 1990: Yahozna
- 1992: Mało zdolna szansonistka
- 1994: Tylko kobieta
- 1996: Andergrant
- 1999: Hormon
- 2001: Blizna
- 2002: Balladyna
- 2003: The best of Renata Przemyk
- 2006: Unikat
- 2009: Odjazd (PL: Gold)[2]
- 2010: Panienki z temperamentem
- 2014: Rzeźba dnia
- 2017: Boogie Street (PL: Gold)